# W. B. Kinne
William Baker „W. B.“ Kinne (* 22. März 1874 in New Brunswick, Kanada; † 1. Oktober 1929 in Orofino, Idaho) war ein US-amerikanischer Politiker. Im Jahr 1929 war er Vizegouverneur des Bundesstaates Idaho.

## Leben
Über die Jugend und Schulausbildung von W. B. Kinne ist nichts überliefert. Auch über seinen Werdegang jenseits der Politik gibt es in den Quellen keine Angaben. Politisch schloss er sich der Republikanischen Partei an. 1928 wurde er an der Seite von H. C. Baldridge zum Vizegouverneur von Idaho gewählt. Dieses Amt bekleidete er zwischen dem 7. Januar 1929 und seinem Tod am 1. Oktober 1929. Dabei war er Stellvertreter des Gouverneurs und Vorsitzender des Staatssenats.
Erwähnenswert ist, dass er und eine andere Person im Juni 1929 Opfer einer Entführung wurden, wobei er aber entkommen konnte. Die Entführer wurden bald darauf verhaftet und verurteilt. Nach seinem Tod wurde O. E. Hailey, der sein Vorgänger als Vizegouverneur gewesen war, auch zu seinem Nachfolger gewählt, der dann die restliche Amtszeit bis Januar 1931 beendete.